# Ward Burton
John Edward Burton III (South Boston (Virginia), 25 oktober 1961) is een Amerikaans autocoureur die tot 2007 actief was in de NASCAR Sprint Cup en de Nationwide Series. Burton won in 2002 de Daytona 500. Hij is de oudere broer van Jeff Burton.

## Carrière
Burton debuteerde in 1990 in de Busch Series. Hij won in deze raceklasse vier races. In 1992 won hij de race op de Rockingham Speedway, in 1993 won hij de races op de Orange County Speedway, de Martinsville Speedway en de Atlanta Motor Speedway en eindigde hij op de zesde plaats in het kampioenschap. In 1994 startte hij in de Winston Cup. De eerste overwinning kwam er in 1995 toen hij de AC Delco 400 op de North Carolina Speedway won. In 2002 won hij de prestigieuze Daytona 500. Hij won in totaal vijf keer in de Winston Cup. In 2007 reed hij voor het laatst in de Sprint Cup, voorheen Winston Cup alsook in de Nationwide Series, voorheen Busch Series. In 2012 reed hij een race in de Camping World Truck Series. Hij werd achtste op de Daytona International Speedway.